# 恰尔诺沃之战
恰尔诺沃之战（法語：Bataille de Czarnowo）发生于1806年12月23日晚间，法兰西第一帝国的军队在法皇拿破仑一世的指挥下横穿弗克拉河，对亚历山大·伊万诺维奇·奥斯特曼-托尔斯泰中将指挥的俄罗斯帝国军队进行夜间突袭。攻击俄军的是路易·尼古拉·达武元帅的第3军的一部分。法军成功地越过弗克拉河河口，向东推进到恰尔诺沃村。经过一夜奋战，俄军最终向东撤离。此役是第四次反法联盟战役的一部分。恰尔诺沃位于距离波兰华沙西北33公里的納雷夫河北岸。
在同一周还发生了其他几次军事行动。23日，让-巴蒂斯特·贝西埃元帅在别容击败了普鲁士军队的侦查分队。12月24日，在科沃宗布和索霍钦发生了一次军事行动，皮埃尔·奥热罗元帅的第7军试图越过弗克拉河。法军最终设法在东岸站稳脚跟，迫使米哈伊尔·巴克莱·德托利少将的俄罗斯守军撤退。在圣诞节那天，米歇尔·内伊的第6军的一部分在索尔道追击普鲁士军队，迫使普军向北撤退到柯尼斯堡。

## 背景
在1806年10月14日的耶拿-奥尔施泰特战役中，普鲁士的主力军队被法军摧毁。一天之内，法军俘虏了25,000名普鲁士士兵，200门火炮和60面军旗。在随后的行动中，法军在爱尔福特、哈雷、普伦茨劳、帕瑟瓦尔克、斯德丁、吕贝克、马德堡、和哈默尔恩摧毁了更多的普鲁士军队。

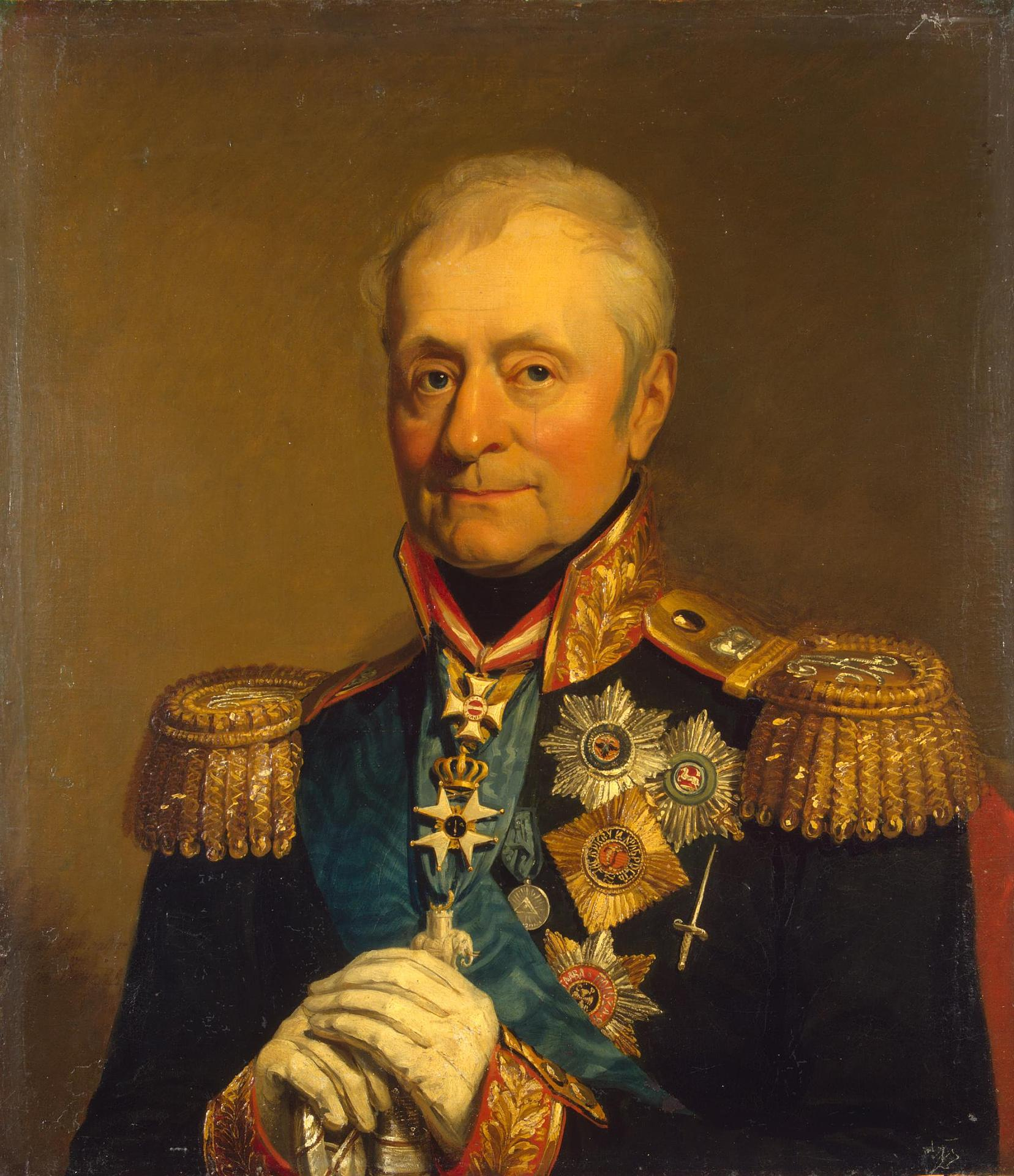
本尼希森伯爵

11月初，路易·尼古拉·达武派遣马克-安托万·德·博蒙的2,500名龙骑兵前往奥得河以东进行侦察。拿破仑命令他的兄弟热罗姆·波拿巴通过在普鲁士控制的西里西亚对抗格沃古夫来保护法军的南翼。拿破仑希望在即将到来的俄罗斯军队面前击败华沙的部队，所以决定在维斯瓦河东岸获得一个桥头堡。
12月，普鲁士军队只剩下6,000人，外加格但斯克和格劳登茨的驻军。陆军元帅米哈伊尔·卡缅斯基在波兰统帅俄罗斯军队，由本尼希森伯爵和弗里德里希·威廉·冯·布克斯赫韦登率领的俄军两翼约有90,000人。到目前为止，卡缅斯基精神和身体上的不适已经开始影响他的指挥能力。
布克斯赫韦登的军衔超过了本尼希森，其麾下的部队由尼古拉·图奇科夫中将的第5师；由德米特里·多赫图罗夫中将的第7师；彼得·埃森中将第8师；和由赖因霍尔德·冯·安雷普中将的第14师组成。布克斯赫韦登的部队是1805年12月2日参加过奥斯特利茨战役的老兵，并且实力雄厚。因此，他的部队总共有29,000名步兵、7,000名骑兵、1,200名火炮手和216门火炮。
本尼希森麾下有奥斯特曼-托尔斯泰第2师，法比安·戈特利布·冯德奥斯滕-萨肯中将率领的第3师，德米特里·戈利岑中将领导的第4师，以及亚历山大·卡尔洛维奇·谢德莫拉茨基中将指挥的第6师。本尼希森麾下的纸上兵力是49,000名步兵、11,000名骑兵、4,000名哥萨克骑兵、2,700名炮兵、900名工兵和276门大炮。实际上，本尼希森只有55,000到60,000名士兵可以调用。
1806年，俄国人组建了一支由18个师组成的军队。每个师由6个步兵团、10个重骑兵中队、10个轻骑兵中队、2个重型步兵连、3个轻步兵连和1个马炮连组成。在拥有14门步兵炮台和12门马炮炮台的情况下，每个俄军师级部队理论上有82个野战单位。重型火炮团通常由八门12磅炮、四门重型榴弹炮和两门轻型榴弹炮组成。轻型火炮团配备了6磅炮，马炮也完全由6磅火炮组成。约翰·迈克尔逊将军率领的五个师在摩尔达维亚面对奥斯曼土耳其人。康斯坦丁·巴甫洛维奇的第一帝国卫队师驻扎在圣彼得堡，另外四个师在俄国内陆组建成为预备军。

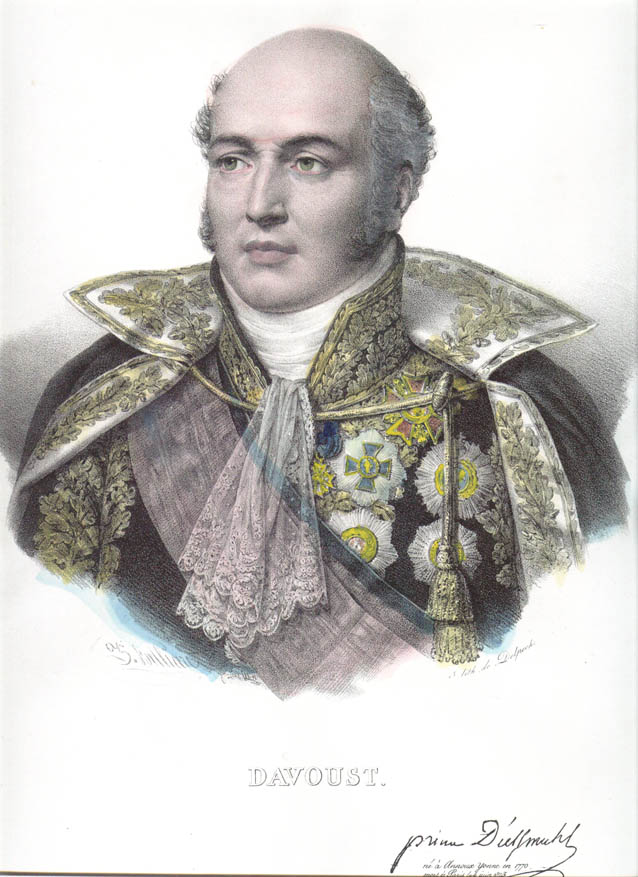
路易·尼古拉·达武

拿破仑与达武、奥热罗、拉斯元帅的第5军和若阿尚·缪拉的骑兵预备队一起向前推进。随着法军的推进，本尼希森从维斯瓦河撤退。缪拉于11月28日占领了华沙，拿破仑随即开始将这座城市变成一个作战中心。 布克斯赫韦登的部队此时仍在后方行军，本尼希森希望在对抗法军的主力部队之前和布克斯赫韦登会合。当法国人在12月初越过维斯瓦河时，本尼希森改变了主意，并试图重新夺回他先前放弃的阵地。此时，拿破仑的第二波攻击已经到来，经过几次交战，本尼希森最终决定撤退到弗克拉河对岸。

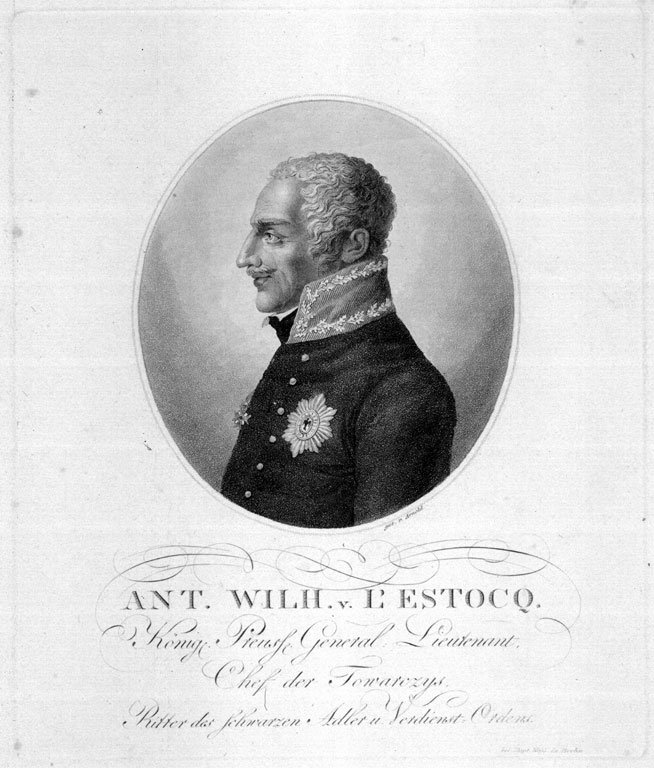
安东·冯·莱斯托克

在奥得河以西的旋风战役中达到顶峰后，法国军队的士气在波兰达到了一个新的低点。恶劣的天气和即将到来的冬季使法军非常不愿意继续征战。随着天气变冷，波兰的道路从泥泞变成了冰封。法皇被迫为他的士兵发放额外的奖金以及衣服和鞋子。即便如此，法军的纪律还是变得越来越差。以至于拿破仑使用“les grognards” （抱怨者）这个词来形容他的军队。
在冬季即将到来之际，拿破仑决心对俄军发动进攻。在缪拉的骑兵的带领下，达武、奥热罗和拉纳的部队将从华沙向北推进。从托伦开始，内伊、贝尔纳多特元帅的第1军和贝西埃将向东推进，转向俄罗斯右翼，并将安东·威廉·冯·莱斯托克将军指挥的普鲁士军队与俄罗斯军队拆散。让·德迪厄·苏尔特和第4军将负责防守两支法军部队阵线之间的空隙。
法军有两个主要的骑兵部队。缪拉的第一骑兵军包括博蒙的第3龙骑兵师、艾蒂安·德·南苏蒂的第1胸甲骑兵师、路易·克莱因的第1龙骑兵师、尼古拉·贝克的第5龙骑兵师和让-巴蒂斯特·米约的轻骑兵旅。贝西埃的第二骑兵军由格鲁希的第2龙骑兵师、路易·米歇尔·安托万·萨于克率领的第4龙骑兵师和让-约瑟夫·安热·多普尔指挥的第2胸甲骑兵师和雅克·路易·德蒂利的轻骑兵师组成。第二骑兵军成立于12月16日，并于1807年1月12日解散。

## 战斗

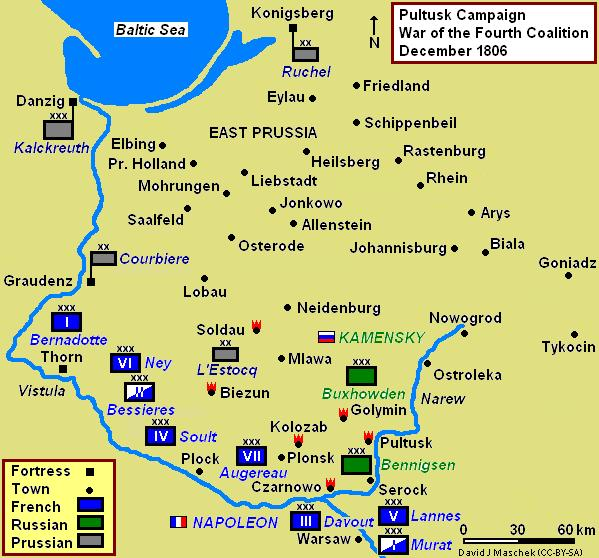
普乌图斯克战役地图

12月23日上午，拿破仑亲自观察了俄军在弗克拉河的阵地。在俄军阵地前，弗克拉河分裂成两个分支，形成一个低矮的沼泽岛。达武的军队从12月20日晚上开始占领该岛。拿破仑在视察后决定夜袭并起草了非常详细的命令。由于达武麾下的将领和军官素质很高，拿破仑的军事命令得到了非常严格的执行。
在法军对面，俄军在奥斯特曼-托尔斯泰指挥下共以9个步兵营、2个骑兵中队、1个哥萨克团、14门火炮和6门轻型火炮控制了弗克拉河的东岸。俄军第2师包括三个步兵旅。尼古拉·尼古拉耶维奇·马佐夫斯基少将指挥巴甫洛夫斯基掷弹兵和罗斯托夫火枪兵团，亚历山大·雅科夫列维奇·苏金少将指挥彼得堡掷弹兵和耶列茨基火枪兵团，伊万·安德烈耶维奇·利文少将指挥第1和第20猎兵团。俄军的48门火炮由两个12磅炮台和两个6磅马炮炮台组成。彼得·彼得罗维奇·帕连少将率领俄军的骑兵旅，其中包括小俄罗斯胸甲骑兵团、库尔兰龙骑兵团和苏姆轻骑兵团，以及马拉科夫和西索耶夫哥萨克部队。

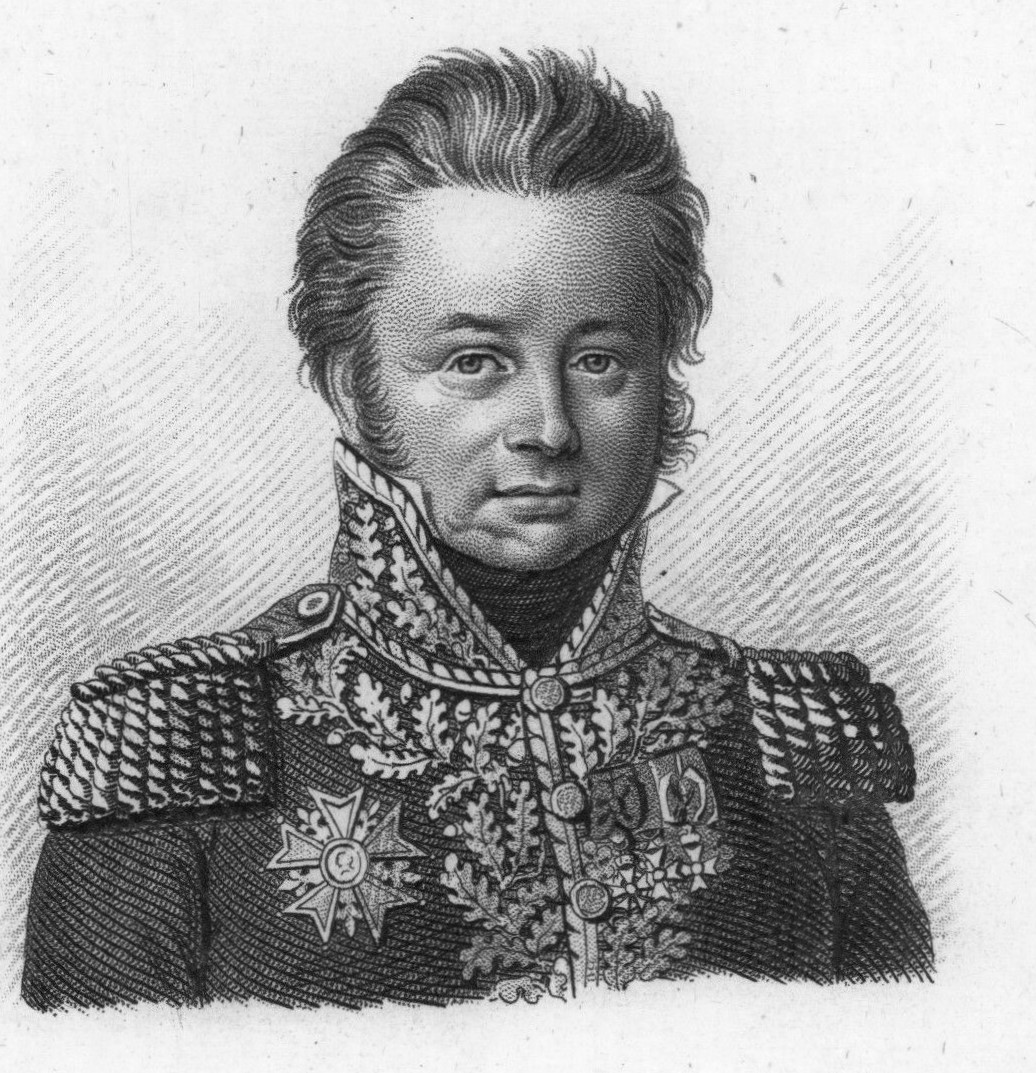
夏爾·安托萬·莫朗將軍

法军方面由莫朗指挥的部队在岛上集结。晚上7时，莫朗将他的部队部署为三个纵队，每个纵队由一个营领导。在大炮发射葡萄弹的支持下，法国的跳跃者穿越了弗克拉河。在工兵建造三座桥梁时，跳跃者已经在东岸占据了掩护位置。桥梁建成后，马尔尚的部队蜂拥而至。第17轻步兵团和三个骑兵中队是第一批渡河的部队。克洛德·佩蒂特将军率领的一个特遣部队穿过最近的桥，沿着弗克拉河的东岸前进。莫朗的进攻取得了成功，驻守的俄军很快就被赶出了他们在东岸的阵地。

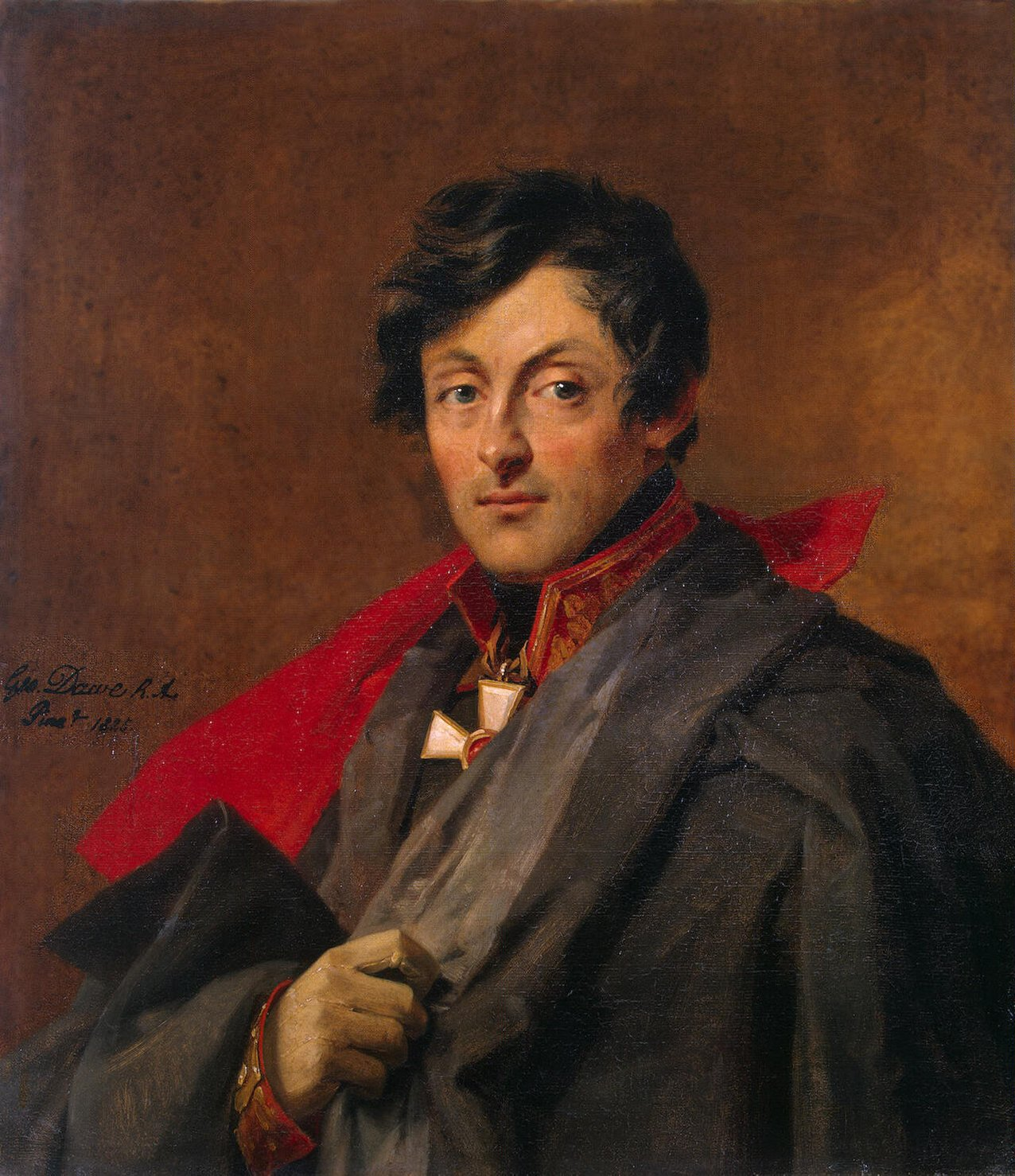
俄军指挥官奥斯特曼-托尔斯泰

法军第17轻步兵团迅速将俄国人赶出了恰尔诺沃。然而，俄军很快就重新集结，从法国人手中夺回了这个村庄。当莫朗调来增援后，他派出第30线列步兵团的一个营沿布格纳鲁河岸向右侧进攻，第二个营进行正面进攻，而第三个营则在左侧穿过一片松树林。奥斯特曼-托尔斯泰的部队击退了这次法军袭击。不过由于害怕失去他的重型火炮，奥斯特曼-托尔斯泰将他的重炮派到后方。法军接下来不断进攻并最终占领了恰尔诺沃，然后将部队部署在村庄的东部。
与此同时，佩蒂特的400名法军士兵在弗克拉河西岸的六门大炮的帮助下，清除了对岸的俄军堡垒。法军遇上了俄罗斯骑兵的冲锋，然后将其化解。凌晨时，奥斯特曼-托尔斯泰发出撤退命令，同时继续攻击佩蒂特。在三个迟到的俄军步兵营营和四个骑兵中队的帮助下，俄军有条不紊地向东撤退。
凌晨4时，路易·弗里昂的部队代替莫朗的部队继续追击俄军。法军随后在纳谢尔斯克缴获了三门俄军火炮，并将俄军驱赶到附近的一些树林中。俄军随后进行了猛烈的反击，使达武的部队当天无法推进到比纳谢尔斯克更远的地方。
奥斯特曼-托尔斯泰承认在战斗中损失了500人，但亚历山大·米哈伊洛夫斯基-丹尼列夫斯基的一部著作指出，有853名俄罗斯人阵亡和受伤，其中包括三名将军受伤。达武报告称，法军有807人伤亡，法军军官的损失尤其惨重。

## 别容、科沃宗布和索尔道
12月19日，格鲁希的龙骑兵占领了别容。为了夺回该镇的控制权，安东·冯·莱斯托克派出两个步兵团、一个龙骑兵团、两个骠骑兵团和马炮兵团对法军进行反攻。这支部队于23日抵达别容，此时才发现格鲁希得到了第二骑兵军以及步兵和炮兵的大量增援。格鲁希率领他的部队攻击普鲁士军队并将他们赶回科沃宗布。第2龙骑师包括第3、第4、第10、第11、第13和第22龙骑兵团以及三门马炮。 在追逐中，500名普鲁士步兵和5门火炮被困在沼泽森林中。法军的损失被描述为轻微，而普军的伤亡人数则没有报告。

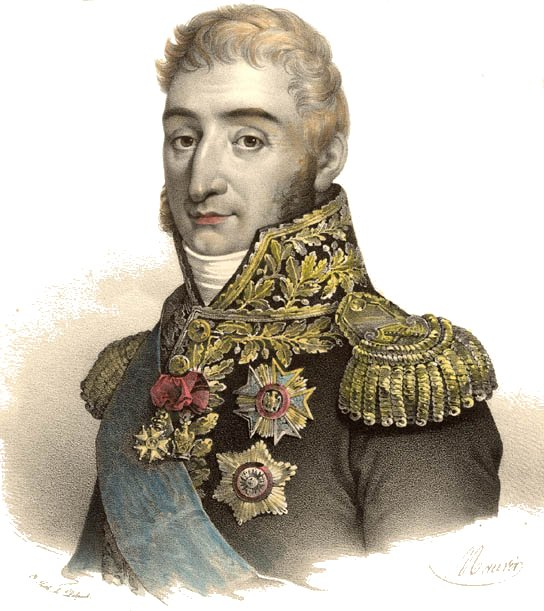
皮埃尔·奥热罗

12月24日黎明时分，奥热罗的第七军试图占领科沃宗布，并命令雅克·德雅尔丹的第1步兵师和米约的骑兵占领科沃宗布的渡口，同时派遣第2师和骑兵部队占领索霍钦。
俄罗斯指挥官米哈伊尔·德托利在索霍钦部署了三个营和三个骑兵中队，在科沃宗布部署了三个步兵营和两个骑兵中队，并在两个村庄之间部署了三个步兵营来控制林地。两地的桥梁都被烧毁，科沃宗布的公路被12门火炮防守。进攻的法军士兵在猛烈的火力下无法重建桥梁导致进攻失败。不甘心的法军随后进行第二次攻击，导致更大的伤亡。

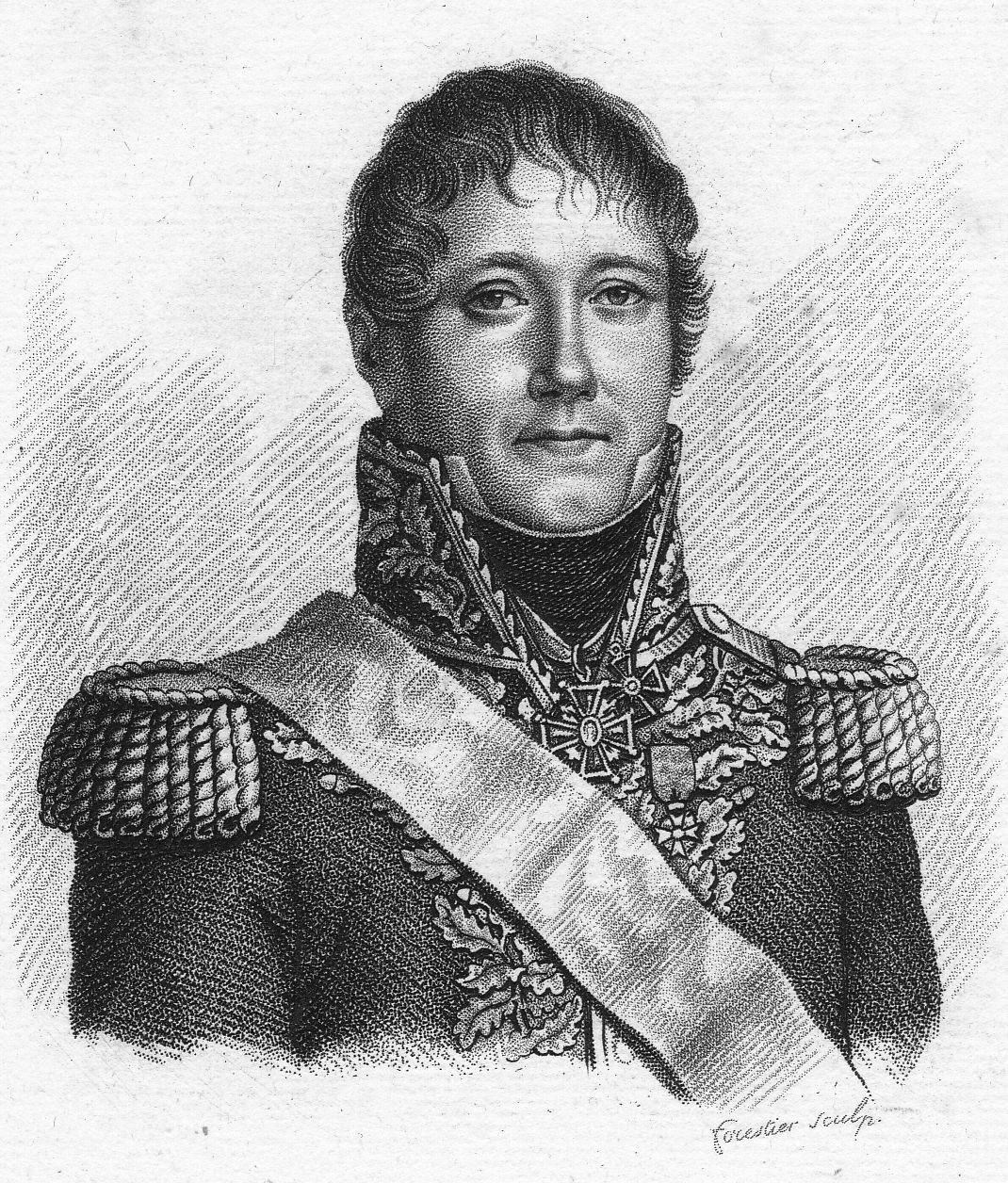
让·马尔尚

法军第16轻步兵团在俄军战线另一端的进攻获得了成功，第14线列步兵团第2营的掷弹兵选择穿过未完全摧毁的桥梁，在东岸夺取立足点。尽管遭到俄军步兵和轻骑兵的反击，但掷弹兵坚守阵地直到增援抵达。法军的增援部队迫使俄军撤退并丢下了六门火炮。此役中，奥热罗报告损失了66人阵亡和452人受伤，俄军的损失则不明。
同样在24日，内伊的部队在古日诺遇到了普鲁士后卫并将其推回。12月25日，马尔尚率领两个团在下午2时袭击了索尔道的一个普鲁士营，并将其赶出了城镇。莱斯托克带领普鲁士军队在下午5时左右袭击了索尔道，尽管与法军展开了肉搏战，普鲁士军队仍无法闯入该镇。在进攻未果后，莱斯托克撤退到奈登堡，与俄军切断联系。
12月26日，法军继续向东推进。在普乌图斯克战役中，本尼希森率领的40,600名士兵与拉纳元帅的26,000名法军士兵作战。9,000名俄军还在接下来的戈维明之战中击退了奥热罗的16,000名法军。

## 脚注
1. 1 2 3 4  Bodart 1908，第377頁.
2. ↑  . A vos sites pros !.com.   [2022-07-04]. （原始内容存档于2021-09-20） （法语）.
3. 1 2  Petre 1976，第81-82頁.
4. 1 2  Petre 1976，第87-88頁.
5. ↑  Chandler 1966，第497頁.
6. ↑  Smith 1998，第226-227頁.
7. ↑  Smith 1998，第227-228頁.
8. ↑  Smith 1998，第228頁.
9. ↑  Smith 1998，第231頁.
10. ↑  Smith 1998，第232頁.
11. ↑  Smith 1998，第233頁.
12. ↑  Chandler 1966，第513頁.
13. ↑  Petre 1976，第39頁.
14. ↑  Petre 1976，第70-71頁.
15. 1 2  Petre 1976，第38-39頁.
16. ↑  Petre 1976，第37頁.
17. ↑  Chandler 1966，第519頁.
18. 1 2  Chandler 1966，第515頁.
19. ↑  Petre 1976，第70頁.
20. ↑  Petre 1976，第73頁.
21. ↑  Chandler 1966，第517-518頁.
22. ↑  Chandler 1966，第521頁.
23. ↑  Petre 1976，第64頁.
24. ↑  Petre 1976，第86頁.
25. ↑  Petre 1976，第79頁.
26. 1 2 3  Petre 1976，第80頁.
27. ↑  Smith 1998，第234頁.
28. ↑  Millar 2004，Left Wing.
29. 1 2  Petre 1976，第81頁.
30. ↑  Petre 1976，第83頁.
31. ↑  Mikhailovsky-Danilevsky 1846，第88頁.
32. ↑  Petre 1976，第82頁.
33. ↑  Petre 1976，第87頁.
34. ↑  Chandler 2005，第37頁.
35. ↑  Smith 1998，第234-235頁.
36. 1 2  Petre 1976，第84頁.
37. 1 2  Petre 1976，第85頁.
38. ↑  Smith 1998，第235-236頁.